# Academia de Artes y Ciencias Cinematográficas

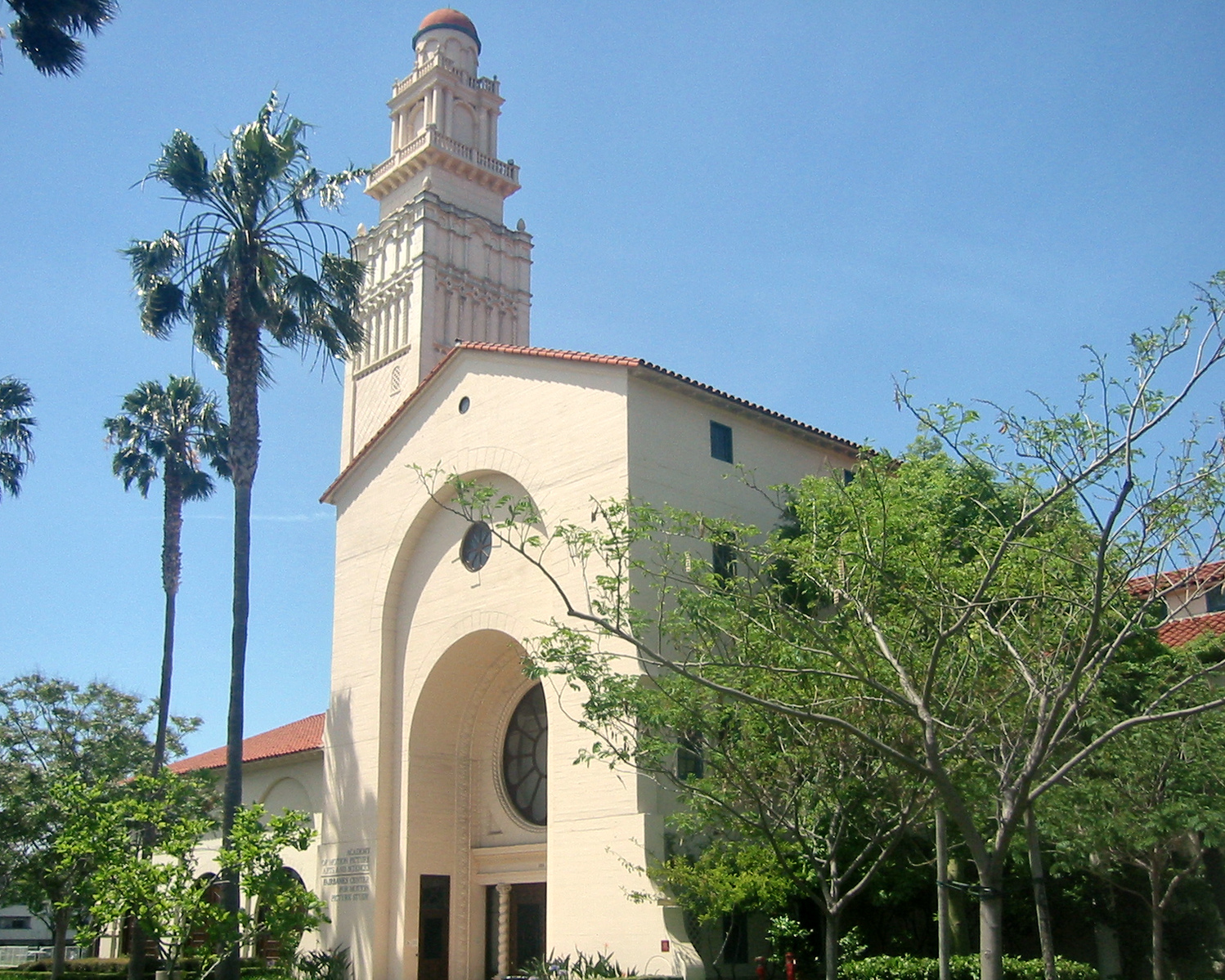
Fairbanks Center for Motion Picture Study (Centro Fairbanks de Estudio de Películas), Los Ángeles.

La Academia de Artes y Ciencias Cinematográficas (en inglés, Academy of Motion Picture Arts and Sciences, AMPAS) es una organización estadounidense creada inicialmente para promover la industria del cine en aquel país. 
Fue fundada el 11 de mayo de 1927 en Los Ángeles, California.
Esta organización es mundialmente conocida por la entrega a anual de sus premios a las producciones de Hollywood, popularmente conocidos como «los Óscar».
En 2002, la organización superaba los 6.000 miembros, todos ellos profesionales del cine en diversas especialidades, como productores, directores, actores, guionistas, directores de fotografía, entre otros. En 2024, la Academia elevó el número de invitaciones a 487 nuevos miembros.
En 2023, 398 artistas y ejecutivos fueron invitados para unirse a la Acdemia, en reconocimiento al mundo del cine.
Actualmente, en junio de 2024 la junta de Gobernadores centró más del 53% de representación femenina y 27% de miembros de grupos étnicos subrepresentados, además de lanzar una campaña para recaudar 500 millones de dólares con miras al centenario de la Academia en 2028.

## Historia
La Academia de Artes y Ciencias Cinematográficas (AMPAS) fue fundada por Louis B. Mayer, jefe de MGM. Mayer pensaba en crear una organización que mejorará la imagen de la industria cinematográfica. El 11 de mayo de 1927 formó una reunión con 36 invitados teniendo un banquete en el Hotel Ambassador, para plantear sus propuestas para la creación de la academia. Una vez que mostraron los artículos que se incorporarán a la academia, escogieron a Douglas Fairbanks como presidente y formaron 36 ramas diferentes, a partir de los 36 invitados de diferente personalidades. La academia fue creada para beneficio a la industria cinematográfica, sin fines de lucro.
En la Academia en 1928 se formó uno de los primeros comités, formado por 7 personas, se sugirió en la Junta que los premios se presentarán en 12 categorías, publicando el primer libro de la academia, tratándose de un informe de la iluminación incandescente en ese año (1928), para el año 1931 publicarían su segundo libro “Recording Sound for Motion Pictures”.
En el año 1930 la academia buscaría un lugar con mayor espacio para trabajar en las oficinas y para sus trabajadores, en 7046 Hollywood Boulevard hasta el año 1935, trasladándose a North Gordon Street.

## 36 fundadores de la Academia
| Actores - Richard Barthelmess - Jack Holt - Conrad Nagel - Milton Sills - Douglas Fairbanks - Harold Lloyd - Mary Pickford Directores - Cecil B. DeMille - Frank Lloyd - Henry King - Fred Niblo - John M. Stahl - Raoul Walsh | Abogados - Edwin Loeb - George W. Cohen Productores - Fred Beetson - Charles H. Christie - Sid Grauman - Milton E. Hoffman - Jesse L. Lasky - M. C. Levee - Louis B. Mayer - Joseph M. Schenck - Irving Thalberg - Harry Warner - Jack Warner - Harry Rapf | Técnicos - J. Arthur Ball - Cedric Gibbons - Roy J. Pomeroy Escritores - Joseph Farnham - Benjamin Glazer - Jeanie MacPherson - Bess Meredyth - Carey Wilson - Frank E. Woods |

## Instalaciones
La academia cuenta con varias instituciones cinematográficas localizadas en Los Ángeles.
- La sede de AMPAS, ubicada en 8949 Wilshire Boulevard en Beverly desde el año 1975. La organización estaba formada por 8000 personas de profesiones diferentes cinematográficas.[5]
- La biblioteca Margaret Herrick (1928) dedicada a la recopilación de información múltiple (guiones, partituras, publicaciones periódicas, etc.) a la historia y el crecimiento del cine. Ubicada en Beverly Hills california 90211, está abierta durante todo el año y abierta a todo público.[6]
- El Academy Museum of Motion Pictures, dedicado al arte y ciencia del cine, es la institución principal de la academia, el museo ofrece exhibiciones y programas del mundo del cine, inaugurado el 30 de septiembre de 2021.[7][8]
- Mary Pickford Center en Hollywood. El nombre de la instalación viene a honor de la actriz Mary Pickford,de igual manera fundado sin fines de lucro, la fundación se dedica a la conservación de archivos cinematográficos del mundo, implementarlas y mostrarlas de manera educativa en escuelas de todo el país. para traer nuevas personas al cine. La instalación está ubicada en 1313 Vine Street en el centro de Hollywood.[9]

## Presidentes de la Academia
- Douglas Fairbanks 1927-1929
- William C. DeMille 1929-1931
- M. C. Levee 1931-1932
- Conrad Nagel 1932-1933
- J. Theodore Reed 1933-1934
- Frank Lloyd 1934-1935
- Frank Capra 1935-1939
- Walter Wanger 1939-1941 (primer mandato)
- Bette Davis 1941 (dimitió después de ocho meses)
- Walter Wanger 1941-1945 (segundo mandato)
- Jean Hersholt 1945-1949
- Charles Brackett 1949-1955
- George Seaton 1955-1958
- George Stevens 1958-1959
- B. B. Kahane 1959-1960 (murió)
- Valentine Davies 1960-1961 (murió)
- Wendell Corey 1961-1963
- Arthur Freed 1963-1967
- Gregory Peck 1967-1970
- Daniel Taradash 1970-1973
- Walter Mirisch 1973-1977
- Howard W. Koch 1977-1979
- Fay Kanin 1979-1983
- Gene Allen 1983-1985
- Robert Wise 1985-1988
- Richard Kahn 1988-1989
- Karl Malden 1989-1992
- Robert Rehme 1992-1993, 1997-2001
- Arthur Hiller 1993-1997
- Frank Pierson 2001-2005
- Sid Ganis 2005-2009
- Tom Sherak 2009-2012
- Hawk Koch  2012-2013
- Cheryl Boone Isaacs 2013-2017
- John Bailey 2017-2019
- David Rubin 2019-presente

## Administración actual de la Academia
Oficiales de la Academia 2013-2014
- Presidente– Cheryl Boone Isaacs
- Primer vicepresidente – John Lasseter
- Vicepresidente – Jeffrey Kurland
- Vicepresidente – Leonard Engelman
- Tesorero – Dick Cook
- Secretario – Phil Alden Robinson

Tabla de Gobernadores 2013-2014
- Michael Apted
- John Bailey
- Craig Barron
- Ed Begley, Jr.
- Curt Behlmer
- Annette Bening
- Kathryn Bigelow
- Jim Bissell
- Kathryn Blondell
- Jon Bloom
- Cheryl Boone Isaacs
- Rick Carter
- Lisa Cholodenko
- Bill Condon
- Dick Cook
- Bill Corso
- Richard Crudo
- Richard Edlund
- Leonard Engelman
- Rob Epstein
- Charles Fox
- Rob Friedman
- Alex Gibney
- Mark Goldblatt
- Don Hall
- Arthur Hamilton
- Tom Hanks
- Gale Anne Hurd
- Mark Johnson
- Kathleen Kennedy
- Lora Kennedy
- Lynzee Klingman
- John Knoll
- Bill Kroyer
- Jeffrey Kurland
- John Lasseter
- Judianna Makovsky
- Michael Mann
- Scott Millan
- Deborah Nadoolman
- David Newman
- Amy Pascal
- Jan Pascale
- Robert Rehme
- Phil Alden Robinson
- David Rubin
- Dante Spinotti
- Robin Swicord
- Bernard Telsey
- Michael Tronick
- Nancy Utley

## Junta de Gobernadores
La junta de gobierno manda la estrategia de la academia, resguarda y asegura la misión de la fundación y la salud financiera los gobernadores, Los gobernantes se reúnen al año unas 6 a 8 veces, cada uno tiene un papel en el comité de supervisión e ejecutivo, actualmente (2022-2023) las personas que participan de diferentes ramas son:

## Administración actual de la Academia 2022-2023

#### Oficiales
- presidente - Janet Yang
- Vicepresidente - Terie Dorman
- Vicepresidenta/Secretaria - Donna Gigliotti
- Vicepresidente - Lynette Howell Taylor
- Vicepresidente - Larry Karaszewski
- Vicepresidente/Tesorero - David Linde
- Vicepresidente - Isis Mussenden
- Vicepresidente - Kim Taylor-Coleman
- Vicepresidente - Wynn P. Thomas
- Ceo - Bill Kramer

#### Gobernantes
- Whoopi Goldberg
- Marlee Matlin
- Rita Wilson

#### Rama De Directores De Casting
- Ricardo Hicks
- Kim Taylor Coleman
- Debra Zane

#### Rama De Directores De Fotografía
- Dion Beebe
- Mandy Caminante

#### Rama De Diseñadores De Vestuario
- Ruth Carter
- Eduardo Castro
- Isis Mussenden

#### Rama De Directores
- Susanne Bier
- Ava Du Vernay
- Jason Reitman

#### Rama Documental
- Kate Enmienda
- Chris Hegedus
- Jean Tsen

#### Rama Ejecutiva
- Pam Abdy
- Donna Gigliotti
- David Linde

#### Rama De Editores De Cine
- Nancy Richardson
- Esteban Rivkin
- Terilyn A. Shropshire

#### Subdivisión De Maquilladores Y Peluqueros
- Howard Berger
- Bill Corso
- Linda Flores

#### Subdivisión De Marketing Y Relaciones Públicas
- Megan Coligan
- Laura C Kim
- Cristina Kounelias

#### Rama De La Música
- Lesley Peluquero
- Carlos Bernstein
- Carlos Zorro

#### Rama De Productores
- Jason Blum
- Lynette Howell Taylor
- Jennifer Todd

#### Rama De Diseño De Producción
- Tom Duffield
- Señorita Parker
- Wynn P. Thomas

#### Subdivisión De Cortometrajes Y Largometrajes De Animación
- Bonnie Arnold
- Jon Flor
- Marlon Oeste
- Rama De Sonido
- Gary C. Burgués
- Pedro Devlin
- Teri E Dorman

#### Rama De Efectos Visuales
- Robar Bredow
- Brooke Bretón
- Pablo Debevec

#### Rama De Escritores
- Larry Karaszewski
- Howard A Rodman
- Eric Roth

#### Gobernadores Generales
- Devon Franklin
- Rodrigo García
- Janet Yang.

## Por rama
| Actores Annette Bening Henry Winkler Tom Hanks Directores de arte Rosemary Brandenburg Jeffrey Kurland James D. Bissell Camarógrafos Vilmos Zsigmond Owen Roizman Caleb Deschanel Directores Martha Coolidge Curtis Hanson Edward Zwick | Documental Richard Pearce Lynne Littman Rob Epstein Ejecutivos Jim Gianopulos Robert Rehme Tom Sherak Montaje Dede Allen Donn Cambern Mark Goldblatt Maquillaje Leonard Engelman | Música Charles Fox Bruce Broughton Arthur Hamilton Productores Hawk Koch Mark Johnson Kathleen Kennedy Relaciones Públicas Marvin Levy Sid Ganis Robert G. Friedman Cortometrajes y Largometrajes Carl Bell John Lasseter Bill Kroyer | Sonido Curt Behlmer Don Hall Kevin O'Connell Efectos Visuales Richard Edlund Craig Barron Bill Taylor Escritores Frank R. Pierson James L. Brooks Phil Alden Robinson |